# بیل چامپلین
بیل چامپلین (انگلیسی: Bill Champlin؛ زادهٔ ۲۱ مهٔ ۱۹۴۷) یک موسیقی‌دان اهل ایالات متحده آمریکا است.